# Nessa (Francia)
Nessa (in corso Nessa) è un comune francese di 114 abitanti situato nel dipartimento dell'Alta Corsica nella regione della Corsica.

## Società

### Evoluzione demografica
Abitanti censiti